# Herb gminy Słupia (województwo łódzkie)
Herb gminy Słupia – jeden z symboli gminy Słupia.

## Wygląd i symbolika
Herb przedstawia na tarczy koloru zielonego ze złotą obwódką złotą krzywaśń. po jej lewej stronie złotą podkowę, a po prawej – złote ognisko.